# Frost (rapper)
Frost en voorheen Kid Frost, artiestennaam van Arturo Molina jr. (Los Angeles (Californië), 31 mei 1964), is een Amerikaanse rapper van Mexicaanse origine.

## Biografie
Molina's carrière als rapper begon in 1982. Zijn artiestennaam Kid Frost was een eerbetoon aan Ice-T, zijn tijdgenoot en rivaal. Na een tijdje breakdancer te zijn geweest in de funkscène bracht hij medio jaren 80 zijn eerste singles uit. Eind jaren 80 sloot hij zich aan bij het platenlabel Virgin Records, dat in 1990 zijn grootste hit uitbracht: "La Raza". De muziekvideo was een van de eerste met lowrider-auto's en -vrachtwagens uitgerust met hydraulische vering. Het nummer werd een klassieker in de hiphopscene en staat op zijn eerste soloplaat Hispanic Causing Panic uit 1990. Hij wordt beschouwd een pionier van het Spaanstalige hiphopgenre latin hiphop. Anno 2013 heeft hij dertien studioalbums uitgebracht. In 2004 speelde Kid Frost als stemacteur het personage T Bone Mendez in het computerspel Grand Theft Auto: San Andreas. Zijn hit "La Raza" werd toegevoegd aan de soundtrack van het spel.
Begin maart 2016 werd bij Molina kanker vastgesteld.

## Discografie

### Studioalbums
- Hispanic Causing Panic (1990)
- East Side Story (1992)
- Smile Now, Die Later (1995)
- When Hell.A. Freezes Over (1997)
- That Was Then, This Is Now, Vol. 1 (1999)
- That Was Then, This Is Now, Vol. 2 (2000)
- Still Up in This Shit! (2002)
- Welcome to Frost Angeles (2005)
- Till the Wheels Fall Off (2006)
- All Oldies (2011)
- All Oldies II (2012)
- Old School Funk (2013)
- The Good Man (2013)